# Желтояровский сельсовет
Желтоя́ровский сельсове́т — сельское поселение в Свободненском районе Амурской области.
Административный центр — село Желтоярово.

## История
2 августа 2005 года в соответствии Законом Амурской области № 31-ОЗ муниципальное образование наделено статусом сельского поселения. Законом Амурской области от 9 ноября 2011 года N 556-ОЗ Черниговский сельсовет вошёл в состав Желтояровского сельсовета.

## Население
| 2002  | 2010  | 2011  | 2012  | 2013  | 2014  | 2015  |
| ----- | ----- | ----- | ----- | ----- | ----- | ----- |
| 1002  | ↘869  | →869  | ↗1347 | ↘1326 | ↘1313 | ↘1307 |
| 2016  | 2017  | 2018  | 2021  |       |       |       |
| ↘1268 | ↘1264 | ↘1231 | ↘1102 |       |       |       |

## Состав сельского поселения
| № | Населённый пункт | Тип населённого пункта       | Население |
| - | ---------------- | ---------------------------- | --------- |
| 1 | Гащенка          | село                         | ↗159      |
| 2 | Желтоярово       | село, административный центр | ↘458      |
| 3 | Заган            | село                         | ↘100      |
| 4 | Новоникольск     | село                         | ↘55       |
| 5 | Черниговка       | село                         | ↘459      |

## Археология
- Ранненеолитический памятник Черниговка-на-Зее (Черниговка, поселение-1), расположенный на реке Зее, относится к громатухинской культуре[16][17].
- Раннесредневековый памятник «Черниговка, селище-5», найденный на склоне сопки в ходе археологической разведки в пределах земельных участков проектируемого «Амурского газохимического комплекса», относится к михайловской культуре[18][19][20][21][22][23].
- На берегу реки Гащенка находится археологический памятник «Черниговка. Селище-8» площадью 5 тыс. м², где найдены сотни фрагментов керамики, женских украшений, кости людей и животных, фундаменты древних домов с глиняными системами отопления — канами. Люди жили на селище до нашей эры, а также в VI—VIII веках и в XV—XVII веках.
- На правом берегу реки Гащенка находится археологический памятник «Черниговка. Городище-2» площадью 3,5 тыс. м². Как на Селище-8, так и на Городище-2 материалы XIV—XVII веков относятся к владимировской культуре, X—XIII веков — к троицкому варианту Мохэ, VI—VIII веков — к михайловской культуре[24].